# Melanie Dodd
Melanie Dodd (conocida como Mel Dodd; Sídney, 10 de mayo de 1973) es una deportista australiana que compitió en natación.
Ganó dos medallas en el Campeonato Mundial de Natación en Piscina Corta, plata en 1995 y bronce en 1999, ambas en la prueba de 4 × 100 m libre. Participó en los Juegos Olímpicos de Sídney 2000, ocupando el sexto lugar en el relevo 4 × 100 m libre.

## Palmarés internacional
| Campeonato Mundial en Piscina Corta | Campeonato Mundial en Piscina Corta | Campeonato Mundial en Piscina Corta | Campeonato Mundial en Piscina Corta |
| Año                                 | Lugar                               | Medalla                             | Prueba                              |
| ----------------------------------- | ----------------------------------- | ----------------------------------- | ----------------------------------- |
| 1995                                | Río de Janeiro (Brasil)             | Medalla de plata                    | 4 × 100 m libre                     |
| 1999                                | Hong Kong (China)                   | Medalla de bronce                   | 4 × 100 m libre                     |